# Dąb przy bagnisku
Dąb przy bagnisku – pomnikowy dąb szypułkowy rosnący w Białowieskim Parku Narodowym, jeden z najpotężniejszych dębów Puszczy Białowieskiej, w roku 2011 był drugim potężnym dębem BPN. Dąb rośnie na skraju bagniska.
Przez długi okres  drzewo uchodziło za najgrubszy dąb rosnący na terenie BPN. Obwód pnia na wysokości 130 centymetrów od postawy wynosi 676 cm (według pomiarów z 2011 roku), wysokość drzewa wynosi 35,6 metrów (według pomiarów z 2011).
Wysokość pnia do pierwszej gałęzi wynosi 15-16 metrów.
Korona drzewa jest stosunkowo niewielka, atutem drzewa jest kolumnowy pień, którego średnica tylko nieznacznie się zmniejsza aż do pierwszych gałęzi korony.
Dąb wykiełkował w XVI wieku. Drzewo rośnie w wilgotnym miejscu. Drzewo zostało sfotografowane w latach 30. XX wieku i jest jednym z pierwszych sfotografowanych drzew BPN. W odróżnieniu od Maćka drzewo nie wzbudzało większego zainteresowania ze strony pracowników BPN.
Korona drzewa tworzona była niegdyś przez cztery konary, jeden z nich odłamał się w latach 90. I spoczywa dziś u podstawy drzewa. Dąb jest w dobrej kondycji, jakkolwiek jego korona jest przerzedzona.